# Tlaquiltenango (Messico)
Tlaquiltenango è un comune del Messico, situato nello stato di Morelos.